# Rhame
Rhame é uma cidade localizada no estado norte-americano de Dacota do Norte, no Condado de Bowman.

## Demografia
Segundo o censo norte-americano de 2000, a sua população era de 189 habitantes.
Em 2006, foi estimada uma população de 172, um decréscimo de 17 (-9.0%).

## Geografia
De acordo com o United States Census Bureau tem uma área de
3,9 km², dos quais 3,9 km² cobertos por terra e 0,0 km² cobertos por água. Rhame localiza-se a aproximadamente 973 m acima do nível do mar.

## Localidades na vizinhança
O diagrama seguinte representa as localidades num raio de 40 km ao redor de Rhame.